# Битка код Ковадонге
Битка код Ковадонге била је прва битка у којој су хришћани победили Маваре после Маварске инвазије Шпаније (711—718). Битка се одиграла лета 722. и осигурала је опстанак хришћанског упоришта на северу Шпаније. Данас се та битка сматра почетком Реконкисте.

### Пелајо оснива Краљевину Астурија
Визиготски племић Пелајо је протерао маварског владара Астурије Мунуза. Држао је територију током бројних покушаја поновног успостављања маварске власти, а онда оснива Краљевину Астурију, која је постала хришћанско упориште против исламске експанзије. Његово краљевство је деловало нестварно, јер Пелајо није успевао у мноштву случајева да задржи муслиманско враћање делова његове области, али ни Мавари нису успевали да га победе. Чим би они напустили Астурију, Пелајо би поново успостављао своју власт.

### После пораза код Тулуза Мавари нападају Астурију
Муслиманске снаге су прешле Пиринеје и напале су Франачку, где су били поражени у бици код Тулуза 9. јула 721. Мавари су се вратили на Пиринејско полуострво, па су одлучили да пре поновног обрачуна са Францима консолидују своје територије у Шпанији. Кључни задатак је био да униште Пелаја и његово побуњеничко упориште.
При крају лета 722. маварски генерал Алкама је кренуо на Астурију и освојио је велики део, а Пелајо се повукао дубоко у планине Астурије.

### Пелајо са 300 бораца побеђује велику маварску војску
Пелајо се повукао у једну уску долину близу Ковадонге окружену планинама одакле је одбрана била релативно лака. Пелајо је имао укупно 300 људи.
Алкама је стигао до долине и послао је изасланика да позове Пелаја да се преда. Кад је Пелајо то одбио, Акама је послао најбољи део војске у долину против Пелаја. Астуријанци су се сакривали по пећинама. Напали са Мавре са обронака планине, а Пелајо је лично предводио неке од својих војника. Хришћани тврде да је страдао огроман број Мавара, а маварски извори тврде да није било великих губитака.
Алкама је страдао у тој бици, а Мавари су се разбежали.

### Астурија је ослобођена
Одмах после битке Астуријанци у окупираним селима напали су и убили стотине Мавара који су се враћали дезоријентисани након битке. Маварски гувернер Астурије Мунуз организовао је нову војску од преживелих из битке код Ковадонге. Сукобио се поново са Пелајом, који је сада имао далеко више бораца у својим редовима. Пелајо је поново победио, а Мунуз је погинуо у тој бици. Мавари никад више после тога нису озбиљније угрозили краљевину Астурију.